# Bundu
Bundu è una città dell'India di 18.505 abitanti, situata nel distretto di Ranchi, nello stato federato del Jharkhand. In base al numero di abitanti la città rientra nella classe IV (da 10.000 a 19.999 persone).

## Geografia fisica
La città è situata a 23° 10' 60 N e 85° 34' 60 E e ha un'altitudine di 336 m s.l.m..

## Società

### Evoluzione demografica
Al censimento del 2001 la popolazione di Bundu assommava a 18.505 persone, delle quali 9.735 maschi e 8.770 femmine. I bambini di età inferiore o uguale ai sei anni assommavano a 2.663, dei quali 1.372 maschi e 1.291 femmine. Infine, coloro che erano in grado di saper almeno leggere e scrivere erano 11.294, dei quali 6.979 maschi e 4.315 femmine.